# Sozialistische Partei
Als Sozialistische Partei werden in einem allgemeinen und übergreifenden Sinn seit etwa Mitte des 19. Jahrhunderts politische Parteien bezeichnet, die sich an der Sozialdemokratie, am Sozialismus oder auch am Kommunismus orientieren und damit den Anspruch erheben, die Interessen der Arbeiterbewegung zu vertreten – auch wenn sich nicht alle sozialistischen Parteien in ihrem Namen als solche benennen. So gilt beispielsweise auch die britische Labour Party (frei übersetzt: Arbeitspartei) in einem verbreiteten Verständnis als sozialistische bzw. sozialdemokratische Partei.
In der Gegenwart sind die gemäßigten, im pluralistischen Sinn demokratisch ausgerichteten sozialistischen und sozialdemokratischen Parteien in der Sozialistischen Internationale vereint, unter ihnen auch die Sozialdemokratische Partei Deutschlands und die Sozialdemokratische Partei Österreichs. Viele der großen sozialistischen/sozialdemokratischen Parteien Westeuropas haben sich in den 1950er und 1960er Jahren von der spezifischen Interessenpolitik für die Arbeiterbewegung und der marxistischen Wirtschafts- und Gesellschaftslehre losgesagt, um sich ideologisch einem breiteren Wählerpotenzial zu öffnen. Sie gelten seither als Volksparteien.
Die Vorläuferorganisation der Sozialistischen Internationale wurde nach der 1876 erfolgten Auflösung der Ersten Internationale 1889 in Paris gegründet und gilt in der chronologischen Reihenfolge der verschiedenen – ideologisch differierenden – Internationalen der Arbeiterbewegung als Zweite Internationale.
Die meisten sozialistischen Parteien gingen bis zum Beginn des 20. Jahrhunderts noch konform mit den revolutionären Theorien des Marxismus, begründet von Karl Marx und Friedrich Engels. Bis zum Ersten Weltkrieg setzte sich in ihnen eine reformorientierte Richtung durch. Daraufhin kam es ab 1917 nach der russischen Oktoberrevolution durch die Bolschewiki um Lenin und Trotzki zu revolutionären Abspaltungen von der Sozialdemokratie und zur Gründung von revolutionär sozialistischen bzw. kommunistischen Parteien. Diese grenzten sich von der reformorientierten Sozialdemokratie ab und bildeten auf Initiative Lenins 1919 in Moskau die Kommunistische Internationale (Komintern), die bis 1943 Bestand hatte.
Auch eine kommunistische Partei erhebt für sich den Anspruch, eine sozialistische Partei zu sein. Kommunistische Parteien werfen oft den „reformistischen“ sozialdemokratischen Parteien Verrat an der Revolution und dem Marxismus vor.
Spätestens nach dem Zweiten Weltkrieg entwickelten sich verschiedene neue kommunistische Richtungen, die sich zunächst in einzelnen politischen Fragen, später, nach der ab 1956 zunächst in der UdSSR erfolgenden Entstalinisierung durch Nikita Chruschtschow zunehmend und teilweise grundsätzlich von der Kommunistischen Partei der Sowjetunion (KPdSU) abgrenzten. Sie vertraten andere revolutionäre sozialistische Theorien und Ideologien, die auf die Situationen in den jeweiligen Ländern, in denen sie aktiv waren und teilweise auch an die Macht kamen (beispielsweise in Jugoslawien unter Josip Broz Tito, in der Volksrepublik China unter Mao Zedong oder in Kuba unter Fidel Castro), zugeschnitten waren. Schon in den 1930er Jahren hatte Leo Trotzki mit der nach ihm benannten Ideologie des Trotzkismus eine weitere sozialistische Theorie in Opposition zum Stalinismus in der Sowjetunion begründet. Aus seinem Exil in Mexiko heraus rief Trotzki 1938 die bis in die Gegenwart existierende Vierte Internationale ins Leben, die verschiedene trotzkistisch-sozialistische Parteien vereint.
In den 1960er Jahren entwickelten sich vor allem in Europa, aber auch in anderen Kontinenten reformkommunistische Parteien. Insbesondere die großen traditionellen kommunistischen Parteien in Italien, Frankreich und ab Mitte der 1970er Jahre auch in Spanien verfochten die neue Linie eines pluralistisch-demokratischen so genannten Eurokommunismus.
Nach dem Zerfall der Sowjetunion und der KPdSU zu Beginn der 1990er Jahre ging der Einfluss kommunistischer Parteien in den meisten Staaten wieder deutlich zurück. Zumindest in Westeuropa und vielen anderen demokratisch-pluralistischen Industriestaaten haben die noch übrigen relativ klein gewordenen kommunistischen Parteien nur noch einen geringen Einfluss in die Politik der jeweiligen Länder, abgesehen beispielsweise von Frankreich. Manche ehemaligen kommunistische Parteien in Osteuropa gaben sich durch den Demokratisierungsprozess ein neues Profil, das sich eher an der Sozialdemokratie bzw. am Demokratischen Sozialismus orientiert, Beispiel dafür ist Die Linke in Deutschland oder die Bulgarische Sozialistische Partei (BSP) in Bulgarien. Deutlich wird diese Änderung auch in der Wahl eines neuen Namens für die Partei, dabei werden Wörter wie Kommunistische oder Kommunismus getilgt und durch Sozialistische/Sozialdemokratische oder Sozialismus/Sozialdemokratie ersetzt.